# J. A. Howe
Pour les articles homonymes, voir Howe.
Jay Alexander Howe, connu comme J. A. Howe, né le 8 août 1889 à Clay Center (Kansas) et mort en novembre 1962 au Nouveau-Mexique (États-Unis), est un réalisateur et scénariste américain.
Il est principalement connu pour avoir coréalisé (avec Ted Wilde) Le Petit Frère (The Kid Brother, 1927), ainsi que pour Stowaways and Strategy (it) (1917) et Footballs and Frauds (1919).

## Biographie
J. A. Howe réalise des courts métrages comiques pour le cinéma muet pour Vitagraph et la Fox, avant de rejoindre Hal Roach.
Il a été acteur dans cinq courts métrages sous le nom de scène de Kitty Howe.
Il était marié à Esther Caroline Stevens avec qui il a eu un enfant.